# Kościół św. Mikołaja w Trzęsaczu
Kościół św. Mikołaja w Trzęsaczu – kościół, który znajdował się w Trzęsaczu, pierwotnie drewniany, później murowany. Był jedną z najokazalszych budowli wśród wiejskich kościołów Pomorza Zachodniego. Z powodu podmywania gruntu, na którym został zbudowany, stopniowo ulegał niszczeniu. Zachowane ruiny wpisane zostały do rejestru zabytków.

## Historia
W 1124 r. wybudowano kościół drewniany. Na przełomie XIV i XV wieku w jego miejscu postawiono murowaną budowlę w stylu gotyckim. Pierwotnie znajdowała się w odległości ok. 1,8-2 km od brzegu morza, pośrodku wsi. Należący początkowo do katolików kościół pod wezwaniem św. Mikołaja, po reformacji (sejm trzebiatowski, 1534) stał się świątynią ewangelicką.
W 1658 r. świątynię odremontowano oraz wyposażono w renesansowe i barokowe ławy, stalle, ambonę, chrzcielnicę i ołtarz. Wnętrze kościoła zostało rozgrabione przez Rosjan w czasie wojny siedmioletniej.  Postawiona w 1650 r. drewniana wieża w latach 1760 oraz 1818 była niszczona przez uderzające w nią pioruny i ostatecznie rozebrana. W jej miejsce postawiono dzwonnicę z dwoma dzwonami. Na terenie przykościelnym znajdował się cmentarz, który morze zaczęło odsłaniać w II połowie XVIII wieku. Zamknięto go w 1809 r.
Przystąpiono do budowy nowego kościoła. Prace nad kościołem Miłosierdzia Bożego zakończono w 1880 roku.
Sama świątynia również uległa zniszczeniu w wyniku procesów abrazyjnych. Zachowała się jedynie południowa ściana o długości 12 m i wysokości 6 m znajdująca się u szczytu klifu.

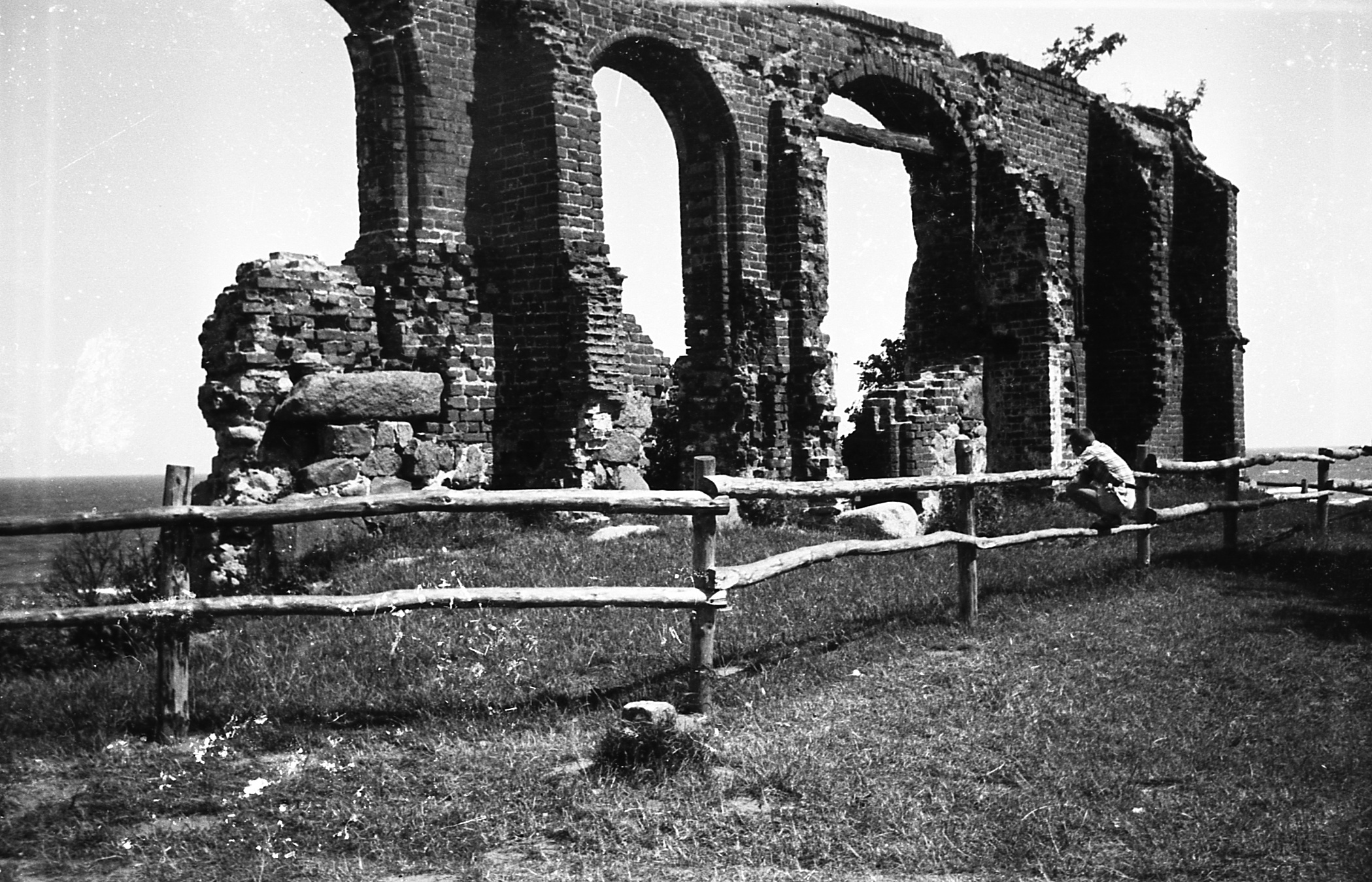
Ruina kościoła w lipcu 1965

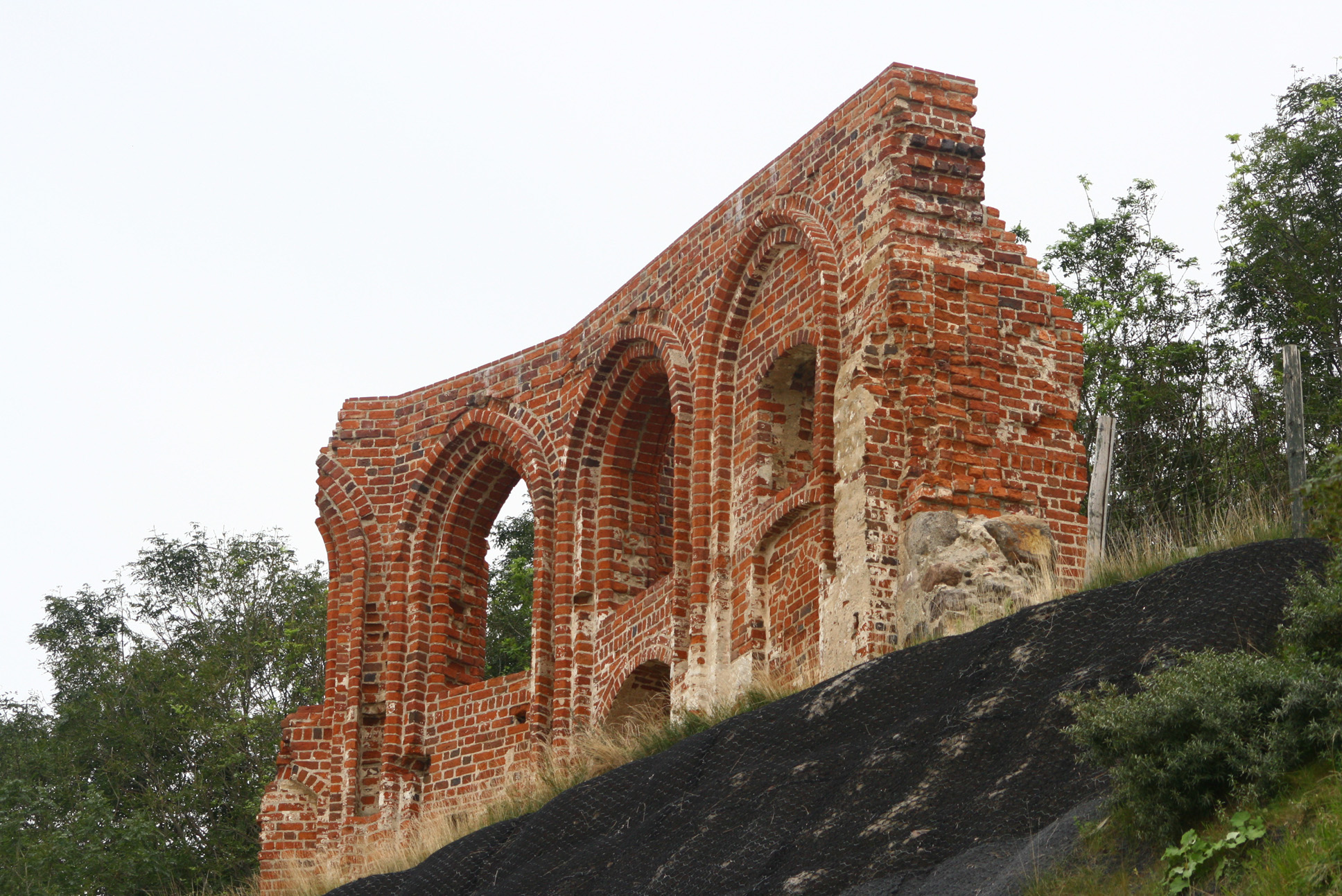
Ruiny kościoła w Trzęsaczu, 22.08.2007

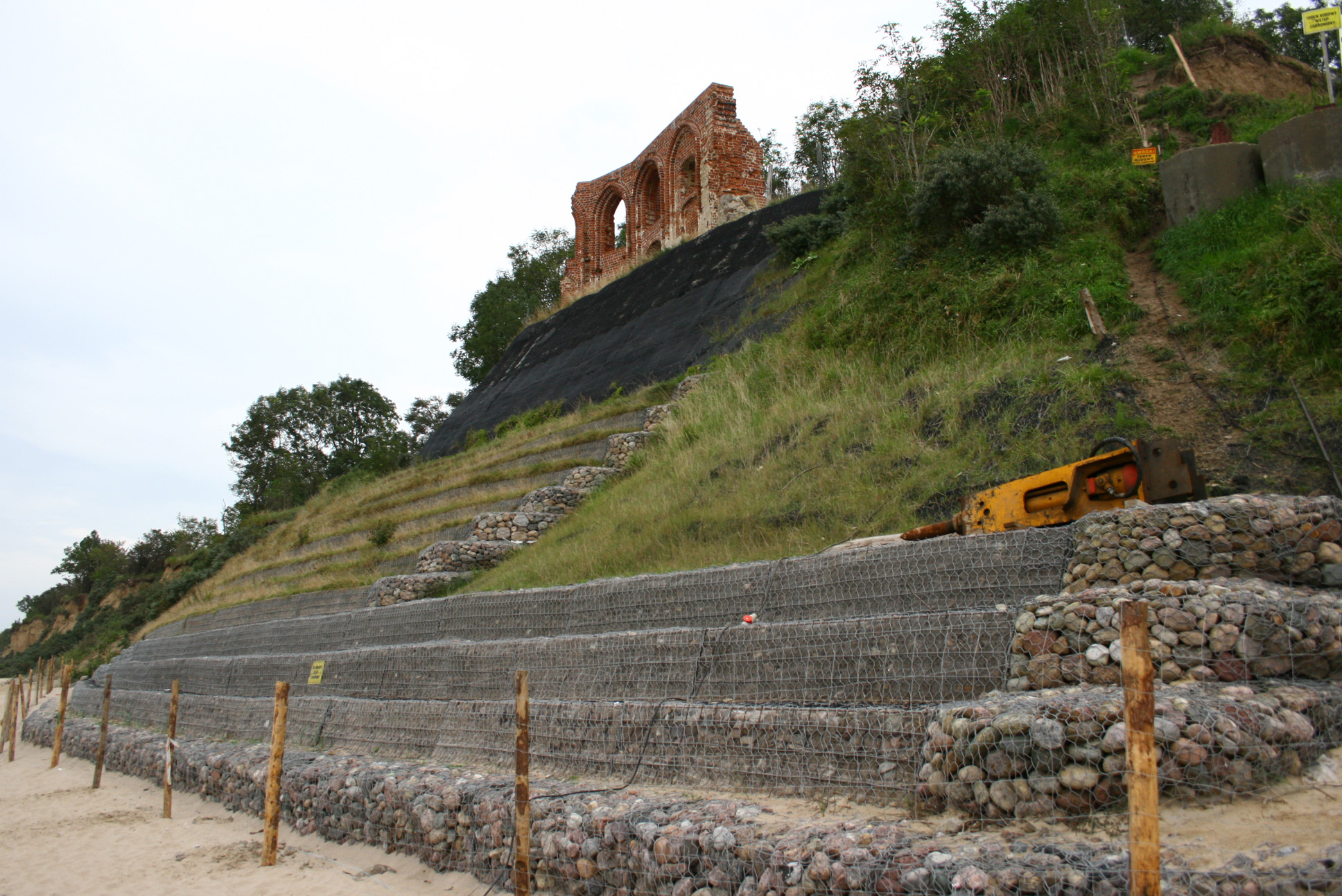
Zabezpieczenie klifu

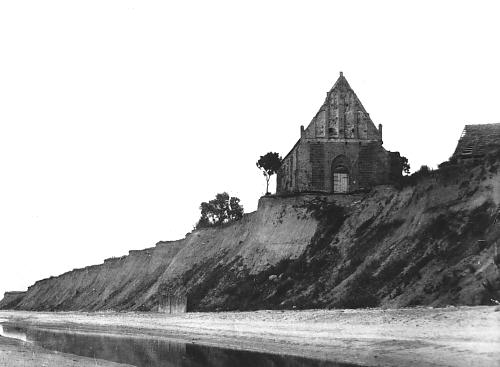
Kościół w Trzęsaczu, 1870

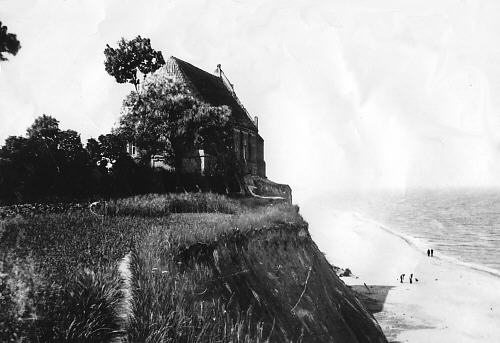
Kościół w Trzęsaczu, 1870

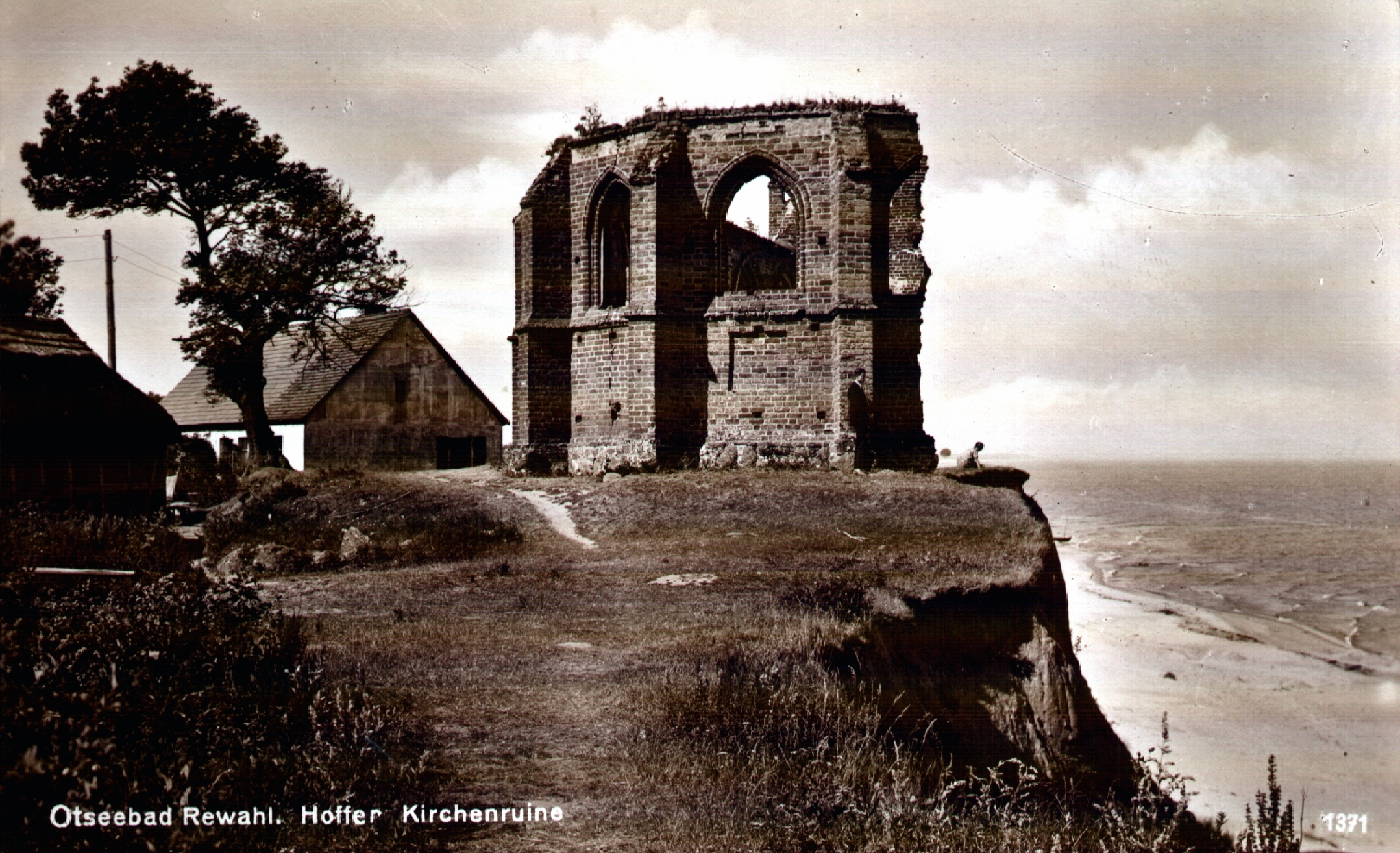
Budowla w roku 1930 od strony lądu.

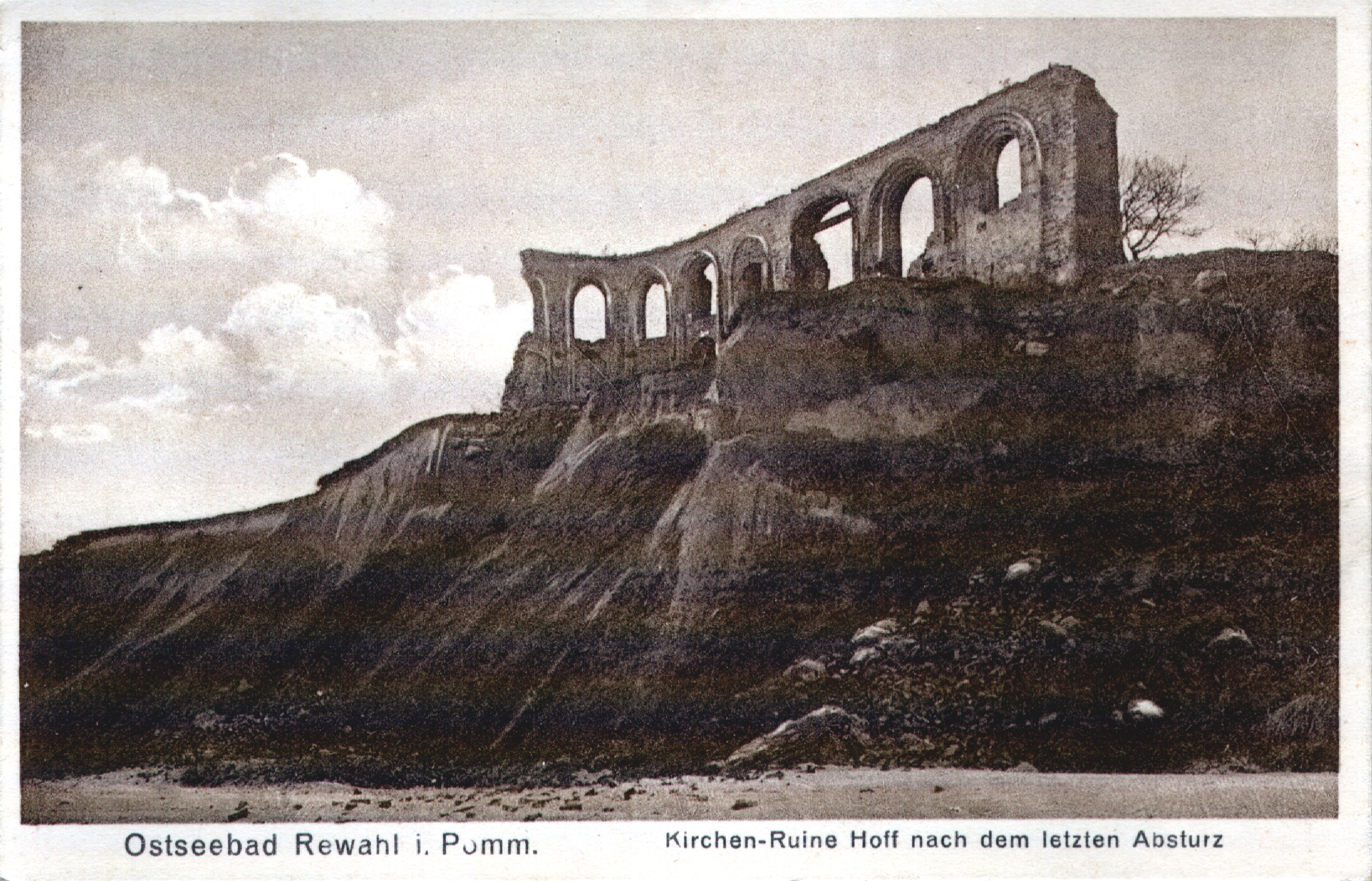
Budowla w roku 1930 od strony morza.

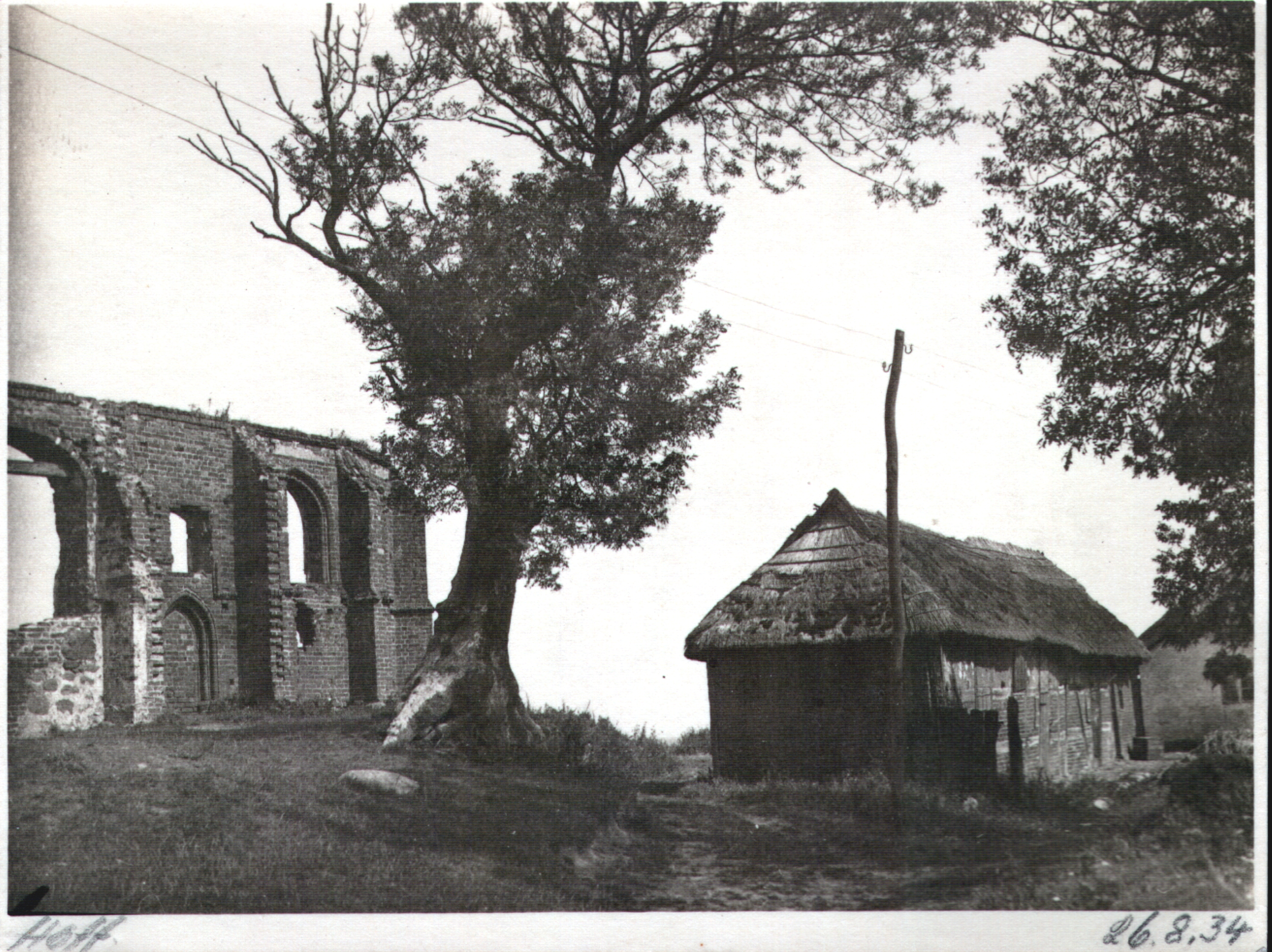
Ruiny w roku 1934

## Architektura i wyposażenie

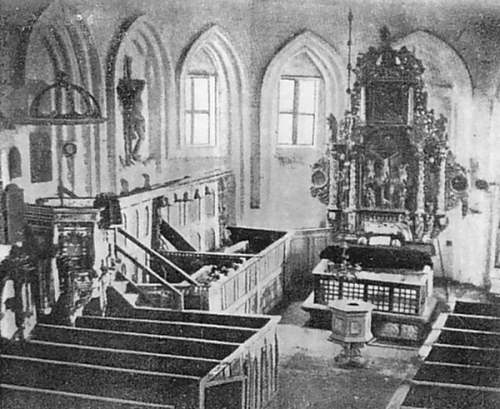
Wnętrze kościoła, 1870

Wymiary świątyni oraz detale architektoniczne czyniły z niej jedną z najokazalszych budowli wśród wiejskich kościołów Pomorza Zachodniego.
Kościół w Trzęsaczu został wzniesiony z ręcznie formowanej cegły, ułożonej w wątku polskim na fundamencie z kamieni polnych. Była to budowla salowa rozplanowana na rzucie prostokąta (wym.: 23×9 m), pierwotnie bezwieżowa (wieża kościelna istniała w latach 1650–1818), z pięciobocznie zamkniętym prezbiterium. 
W kościele znajdowały się:
- gotycki tryptyk – zdjęty w 1758, a od 1905 do 1945 eksponowany w neogotyckim kościele w Trzęsaczu. Obecnie szafa środkowa tryptyku znajduje się w kościele parafialnym w Rewalu. Centralną postacią ołtarza jest ukoronowana Matka Boża z Dzieciątkiem wykonana w typie „Pięknej Madonny”. Po obu stronach Maryi znajdują się figury świętych niewiast (najprawdopodobniej: św. Agnieszki i św. Katarzyny). Poniżej, w centrum, figura św. Ottona z Bambergu; po bokach: św. Piotr i św. Paweł (dwie ostatnie figury zostały wykonane w I połowie XX w. i wstawione na miejsce brakujących rzeźb). Ołtarz ozdobiony jest dekoracją maswerkową
- wczesnobarokowy ołtarz z 1673 – w 1901 przeniesiony do konkatedry w Kamieniu Pomorskim, a od 2003 r. znajdujący się w odbudowanym, neogotyckim kościele Miłosierdzia Bożego w Trzęsaczu. Twórcą ołtarza był Joachim Sellin z Wolina. W retabulum przedstawiona została scena Ukrzyżowania z figurami Chrystusa, dwóch łotrów i stojącymi pod krzyżem postaciami Maryi i Jana Ewangelisty. Tło sceny stanowi obraz olejny z przedstawieniem uroczystego orszaku. W zwieńczeniu płaskorzeźba z wyobrażeniem Boga Ojca i siedzącego po jego prawicy Chrystusa. Powyżej napis: Deo Trinuni Sacrum (Trójjedynemu Bogu Świętemu). Ołtarz zwieńczony jest figurą Chrystusa Zmartwychwstałego i dwoma leżącymi po bokach żołnierzami. W predelli umieszczono scenę Ostatniej Wieczerzy z figurami apostołów przypominającymi z wyglądu panujących wówczas na Pomorzu Szwedów.
- renesansowe stalle z 1583 r. – przeznaczone były dla właścicieli wsi, duchownych, szacownych gości. Na zapleckach zdobione był malowanymi herbami rodowymi, z przodu, na parapetach klęczników znajdowały się nazwiska zasiadających w nich osób. Obecnie stalle znajdują się w kamieńskiej katedrze;
- kazalnica z 1646
- dzwon z 1679 o wadze 419 kg z napisem: „Spiesz wszystko do Świętego Domu Bożego, jak tylko usłyszycie mnie z wieży” – przeniesiony do nowego kościoła w Trzęsaczu, w 1902 r. przetopiony i odlany ponownie, ostatecznie przetopiony na armaty w 1917
- dzwon z 1707 – zaginiony po II wojnie światowej

Wyposażenie przewieziono do katedry w Kamieniu Pomorskim (część zabytkowego tryptyku trafiła do kościoła w Rewalu, pozostałe obiekty – do muzeum w Szczecinie i Berlinie).

Zachowane elementy wyposażenia kościoła
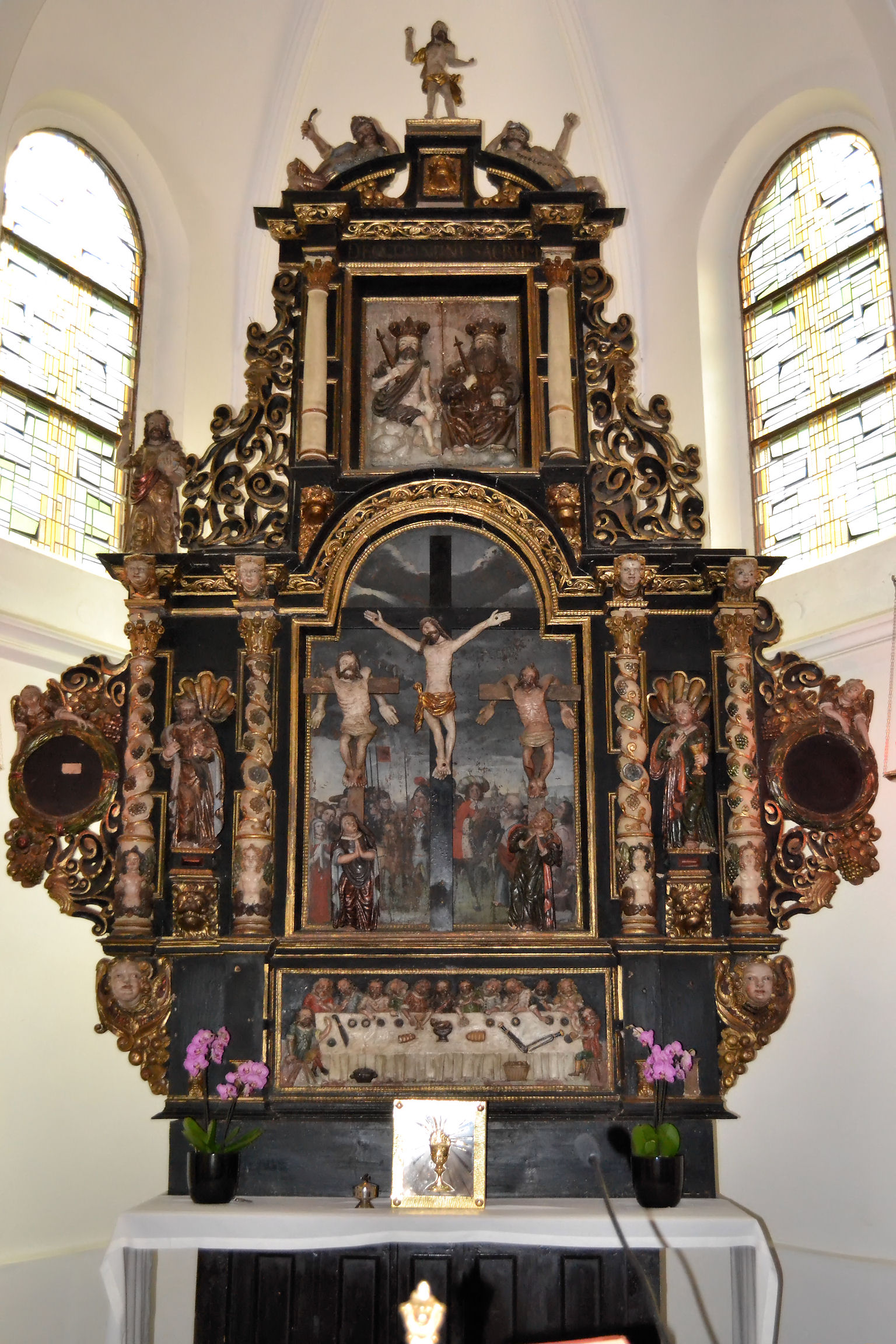
Ołtarz barokowy (obecnie w Trzęsaczu)
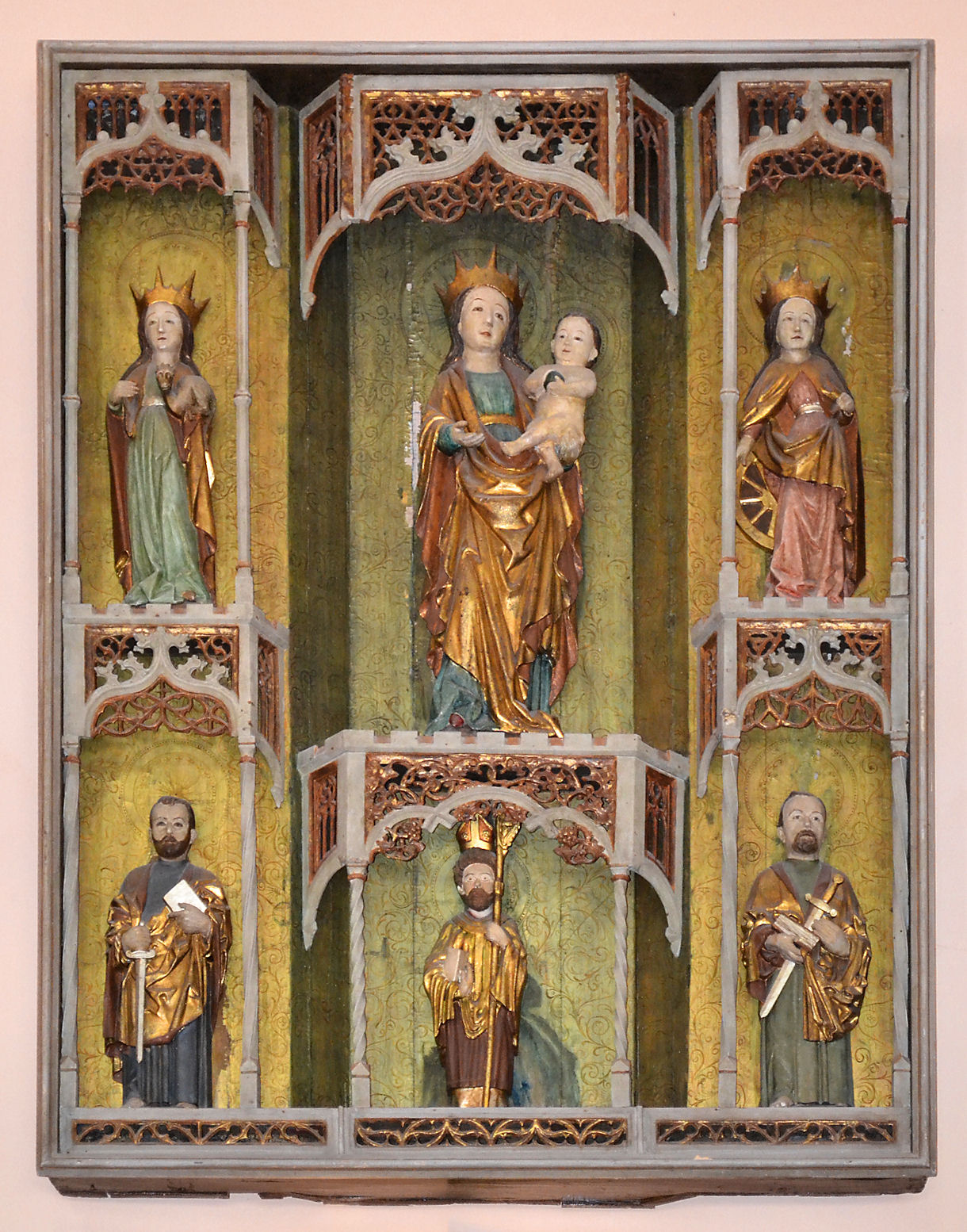
Ołtarz gotycki (obecnie w Rewalu)
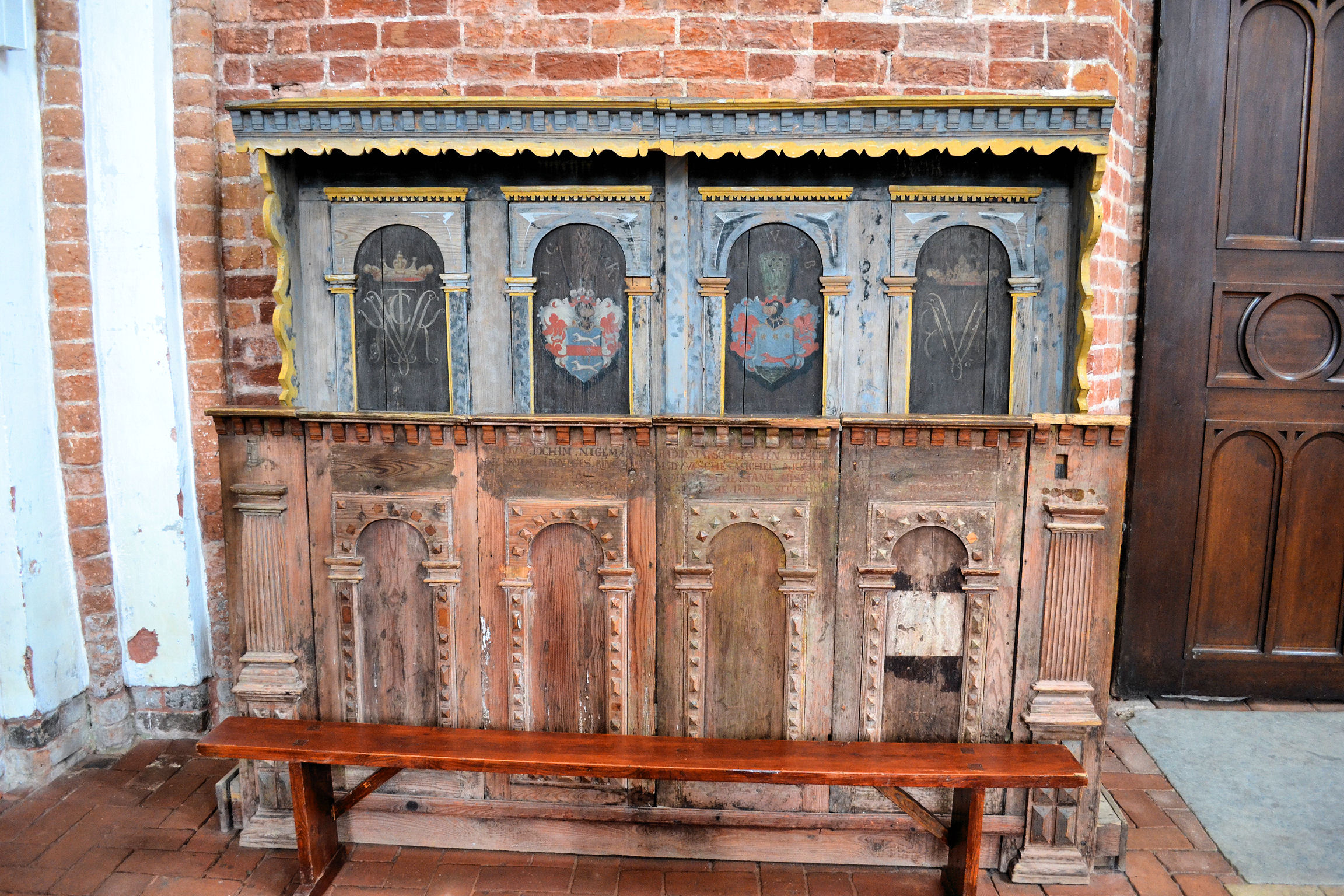
Stalle (obecnie w Kamieniu Pomorskim)

## Abrazja
Z powodu zjawiska abrazji linia brzegu morza systematycznie przybliżała się do budynku kościoła. Po raz pierwszy próbowano zatrzymać to zjawisko w 1750 r., kiedy odległość do klifu wynosiła 58 m. Użyto w tym celu mat z faszyny i pali ochronnych, co jednak nie powstrzymało zjawisk erozyjnych. Mimo że w 1868 r. odległość do klifu wynosiła 1 m, w kościele nadal odbywały się nabożeństwa – ostatnie miało miejsce 2 marca 1874 r. Ze względów bezpieczeństwa świątynię zamknięto 2 sierpnia 1874.
W 1891 r. w wyniku podmywania klifu ukazały się pierwsze kamienie fundamentowe, natomiast w 1900 r. morze zabrało pierwszy fragment przypory. W nocy z 8 na 9 marca 1900 r. runęła ściana północna. Przez kolejne dziesięciolecia morze zabierało kolejne fragmenty kościoła; zniszczeniu uległy kolejno:
- 1901 – pozostała część cmentarza, ściana północna i północno-wschodnia, część prezbiterium;
- 1903 – północno-zachodni narożnik kościoła;
- 1909 – fragment muru zamykającego prezbiterium;
- 1913 – północna partia fasady;
- 1917 – wschodnie wejście;
- 1922 – południowa część fasady;
- 1930 – kolejny fragment prezbiterium;
- 1956 – południowo-zachodni narożnik wraz z przyporą;
- 1973 – fragment prezbiterium;
- 1975 – niewielki kawałek zachodniej części południowej ściany
- 1 lutego 1994 – połowa ściany południowej.

Po runięciu w 1994 znacznego fragmentu ściany południowej, władze gminy Rewal podjęły działania mające na celu uchronienie resztek murów kościoła przed osunięciem się na plażę. Po rozpatrzeniu wielu koncepcji (w tym tak radykalnych jak przesunięcie całej ocalałej ściany kościoła w głąb lądu), wybrano rozwiązanie zaproponowane przez firmę „Stabilator”. Zgodnie z nim, w 2001 r. ułożono u podstawy klifu opaskę, która miała przeciwdziałać niszczeniu klifu.
W 2002 wykonano nowy fundament pod ruiny kościoła, oraz wzmocniono jego posadowienie przy pomocy dwóch pionowych kolumn wapienno-cementowych o długości 15 m oraz ukośnej kotwy gruntowej, również o długości 15 m. Podstawę klifu i zbocze zabezpieczono 80-metrową opaską brzegową w postaci koszy siatkowych wypełnionych materiałem kamiennym (technika gabionowa), na których znalazły się materace z siatki wypełnione materiałem umożliwiającym zazielenienie tego obszaru.

### Odległości kościoła od krawędzi klifu na przestrzeni lat
- XV wiek – 1,8-2 km
- 1750 – 58 m
- 1806 – 14,5 m
- 1820 – 13 m
- 1835 – 12 m
- 1855 – ok. 5 m
- 1868 – 1 m

## Legendy
Jest kilka legend związanych z zabieraniem przez morze kolejnych części kościoła.  Jedna z nich mówi o Zielenicy – bogini morza – złowionej przypadkiem przez rybaków i więzionej przez miejscowego proboszcza. Zielenica zmarła wkrótce z tęsknoty i pochowana została na przykościelnym cmentarzu. Od tej pory jej ojciec (Bałtyk) słał falę za falą by odebrać ciało córki i przenieść je na właściwe miejsce – dno morza.